# Demeanivka, Kotelva
Demeanivka (în ucraineană Дем'янівка) este un sat în comuna Mala Rublivka din raionul Kotelva, regiunea Poltava, Ucraina.

## Demografie
Componența lingvistică a localității Demeanivka
     Ucraineană (97,78%)
     Rusă (2,22%)
Conform recensământului din 2001, majoritatea populației localității Demeanivka era vorbitoare de ucraineană (97,78%), existând în minoritate și vorbitori de rusă (2,22%).